# Breakin' It Up
Breakin' It Up — дебютний студійний альбом американського джазового піаніста Баррі Гарріса, випущений у 1958 році лейблом Argo.

## Опис
Дебютна сесія в якості соліста для піаніста Баррі Гарріса була записана на лейблі Argo. Гарріс грає у складі тріо з басистом Вільямом Остіном та ударником Френком Гантом. Серед композицій найбільше виділяються «Ornithology» Чарлі Паркера і «All the Things You Are».

## Список композицій
1. «All the Things You Are» (Оскар Гаммерстайн ІІ, Джером Керн) — 5:02
2. «Ornithology» (Чарлі Паркер) — 3:27
3. «Bluesy» (Баррі Гарріс) — 4:31
4. «Passport» (Чарлі Паркер) — 3:42
5. «Allen's Alley» (Дензіл Бест) — 5:00
6. «Embraceable You» (Джордж Гершвін, Айра Гершвін) — 2:55
7. «SRO» (Баррі Гарріс) — 5:50
8. «Stranger in Paradise» (Роберт Райт, Джордж Форрест) — 4:42

## Учасники запису
- Баррі Гарріс — фортепіано
- Вільям Остін — контрабас
- Френк Гант — ударні

Технічний персонал
- Дейв Ашер — продюсер
- Малкольм Чісгольм — інженер